# Aglaphyra keithi
Aglaphyra keithi är en skalbaggsart som beskrevs av Marc Lacroix 2008. Aglaphyra keithi ingår i släktet Aglaphyra och familjen Melolonthidae. Inga underarter finns listade i Catalogue of Life.